# 涅夫捷尤甘斯克
涅夫捷尤甘斯克（Нефтеюга́нск）是俄羅斯漢特-曼西自治區的一座城市，位於鄂畢河畔。2024年人口為126,690人。
1961年在當地發現石油，1967年10月16日建市。

## 姐妹城市
- 德国安克拉姆
- 羅馬尼亞特爾戈維什泰